# 罗伯特·霍尔珀林
罗伯特·霍尔珀林（英語：Robert Halperin，1908年1月26日—1985年5月8日），美国男子帆船运动员。他曾代表美国参加1960年夏季奥林匹克运动会帆船比赛，联同威廉·帕克斯获得一枚铜牌。